# 加地太祐
加地 太祐（かじ たいすけ、1976年4月14日 - ）は、起業家、作家。株式会社 YOLO JAPANの創業者。

## 著書
- 『成功する人の考え方』（ダイヤモンド社）、2016年、ISBN 978-4478068342